# Lampsijärvi (Pöytis, Egentliga Finland, Finland)
Lampsijärvi eller Lamsijärvi är en sjö i Finland. Den ligger i kommunen Pöytis i landskapet Egentliga Finland, i den sydvästra delen av landet, 170 km nordväst om huvudstaden Helsingfors. Lampsijärvi ligger 56 meter över havet. Arean är 42,9 hektar och strandlinjen är 4,79 kilometer lång. Sjön  ingår i Laajokis huvudavrinningsområde. 